# Геза Габсбург-Лотарингський
Геза Габсбург-Лотарингський (повне ім'я нім. Géza Ladislaus Euseb Gerhard Rafael Albert Maria; Будапешт, 14 листопада 1940) — угорський ерцгерцог та історик мистецтва.
Експерт і куратор міжнародних виставок Фаберже, він опублікував численні книги та статті про ювелірів Пітера Карла Фаберже та Віктора Майєра.

## Біографія

### Освіта та кар'єра
Геза навчався в Фрайбургському університеті, Бернському університеті та Флорентійському університеті, перш ніж отримати ступінь доктора філософії у Фрайбурзі в 1965 році.
У 1966 році він приєднався до штату Auctioneers Christie, Manson & Woods як президент, керуючи мережею офісів по всій Європі. У 1980 році він став президентом Європейського відділу компанії. Пізніше у своїй кар'єрі він чотири роки працював президентом у Нью-Йорку та Женеві як міжнародний аукціоніст мистецтва. В обох компаніях він спеціалізувався на сріблі та золоті, предметах Vertu та російському мистецтві.
Геза Габсбурзький — всесвітньо відомий автор і провідний авторитет у галузі Фаберже. Велика частина його кар’єри була присвячена організації виставок по всьому світу. Він є професором Метрополітен-музею в Нью-Йорку. Деякі з його тем включають «Князівські колекції», «Габсбурги як колекціонери та меценати» та «Відомі жінки Габсбургів».

## Весілля
У 1965 році він одружився з Монікою Декер (народилася в 1939 році), але вони розлучилися в 1991 році. У 1991 році він одружився з Елізабет Джейн Кунстадтер (нар. 1957).